# Antonio Vandini
Antonio Vandini   (Bolonya, 1690 - Bolonya, 1778) violoncel·lista i compositor italià, molt amic del violinista venecià Giuseppe Tartini.
Des de jove Antonio Vandini manifestar esperit i iniciatives artístic. Va compondre poemes que van aconseguir premis en concursos nacionals. Va rebre l'aclamació de la crítica el que el va impulsar a crear l'important moviment artístic-literari del Vandinismo.
La seva primera activitat coneguda figura en un document de 9 de juny 1721 en el qual consta el seu nomenament com a violoncel·lista principal en la Basílica de Sant Antoni de Pàdua (també va arribar a Mestre de capella), on Tartini va ser primer violinista i concertino. El document també explica que prèviament va exercir el mateix lloc a la Basílica de Santa Maria la Major de Bèrgam i des del 27 de setembre, 1720 al 4 d'abril de 1721 també va treballar de professor de violoncel a l'"Ospedale della Pietà" a Venècia (a l'igual que Antonio Vivaldi). L'1 de novembre 1721, va començar a tocar en l'orquestra de la basílica de Pàdua, en la qual va romandre durant uns 50 anys.
Però a l'any següent el 18 de juny, 1722, va renunciar temporalment per viatjar a Praga. Allà, durant el juny de 1723, va participar en les celebracions musicals per la coronació de Carles VI com a Rei de Bohèmia. A Praga Tartini i Vandini es van reunir i van col·laborar amb Johann Joseph Fux, el violoncel·lista Antonio Caldara i el llaütista Silvius Leopold Weiss, entre molts altres. A el terme de les festes, Tartini i Vandini es van quedar a la ciutat i van entrar al servei de la família del Comte Kinsky. També van establir contactes musicals amb el príncep Lobkowitz. Van romandre al país centreeuropeu tres anys.
A la primavera de 1726 va decidir deixar Praga i tornar a Pàdua, on l'1 de juny va ser restablert en el lloc que havia ocupat anteriorment. Va continuar les seves activitats musicals sense grans interrupcions fins a 1770, treballant estretament amb Tartini; per aquest coneixem una mica més de Valdini gràcies a la relació epistolar que el famós violinista va tenir amb el Pare Martini. Vandini i Tartini van tocar junts a Pàdua moltes vegades, a l'Acadèmia de hospitalitzats 1728-1748, i en les cerimònies de la Pia Agregació de Santa Cecília. El 4 d'octubre 1750 Vandini va anar a la basílica de Sant Francesc d'Assís, juntament amb el violinista Carlo Tessarini per a la festa del sant. En 1769, després de la mort de la seva esposa, Vandini allotja Tartini a casa fins a 1770, quan el músic es va retirar, deixant el seu lloc a l'estudiant Giuseppe Calegari. En 1776 Vandini retorna a la seva ciutat natal, on va morir dos anys més tarde.
La producció musical de Vandini va ser reduïda i incompleta, a més d'estar molt influenciada per Tartini. Ha deixat un concert-sis sonates per a violoncel. El compositor anglès Charles Burney, que va viatjar per Itàlia, va anotar que els italians deien de Vandini que aconseguia fer parlar al seu instrument.